# Pascal Colard
Pour les articles homonymes, voir Colard.
Pascal Colard né en 1938, est un artiste et poète français.

## Biographie
Au cours d'un éprouvant service militaire qui dura 28 mois, Pascal Colard découvre le jazz et le surréalisme : il entre en contact avec le groupe d'André Breton par le biais de Serge Berna. En janvier 1960, Colard se lance dans l'écriture poétique et ses deux premiers textes paraissent dans la 7e livraison de la revue La Brèche, action surréaliste.
En 1965, il fonde avec quelques amis le groupe RUpTure dans le but de reformer la «Fédération internationale de l’art révolutionnaire indépendant» (FIARI), initiée en 1938 par un manifeste signé Léon Trotsky et André Breton. Parmi les membres du groupe, on trouvait le peintre Jean-Claude Charbonel, la poétesse Monique Charbonel (la seule femme du groupe), Pierre Nesserenko, Claude Boileau, le peintre guadeloupéen Robert Radford...
Politiquement marqué extrême gauche, néo-trotskyste, intégré avant 1968 en tant que cellule de l'Organisation communiste internationaliste, RUpTure ne tarde pas à effrayer le Groupe surréaliste qui rompt avec lui. RUpTure s'exprimait à travers des expositions et un journal dont on compte 8 numéros (1965-1974).
C'est Colard qui révèlera aux lecteurs de L'Express en mai 2001 que Lionel Jospin était, vers 1970, membre actif de l'OCI, en tant que responsable de sa cellule.
Entre 1976 et 1977, RUpTure devient une collection de livres, dirigée par Daniel Radford, et éditée, entre autres, au Soleil Noir.
Longtemps installé dans un atelier à Belleville, Colard vit depuis 25 ans aux Lilas.
En janvier-février 2004, il expose 70 toiles, une série intitulée « Os et rehauts », au Centre culturel des Lilas.

## Univers
Après avoir pratiqué à ses débuts le cut-up et le détournement d'images autour d'une thématique centrée sur la Seconde Guerre mondiale, les armes, les "munitions", les conflits post-coloniaux, Colard développe depuis 1997 une série de toiles hautes parfois de 9 mètres, issue de draps recyclés, et sur lesquelles il convoque des empreintes d'ossements – crâne, côte, fémur de girafe ...

## Publications sélectives
- « Totems » et « Voyage organisé » in La Brèche, action surréaliste, no 7, Paris, Le Terrain Vague, décembre 1964.
- « Signes précurseurs » in RUpTure no 6, octobre 1967

- RUpTure no 7, 1970-1971

- RUpTure no 8. 1974-1975.

- Paysage - reconstitué, RUpTure, 1977
- Peine capitale libérée, Coll. « RUpTure », Le Soleil Noir, 1977